# Ceroptera nitidosa
Ceroptera nitidosa är en tvåvingeart som beskrevs av Richards 1953. Ceroptera nitidosa ingår i släktet Ceroptera och familjen hoppflugor.
Artens utbredningsområde är Moçambique. Inga underarter finns listade i Catalogue of Life.